# 연쇄살인범

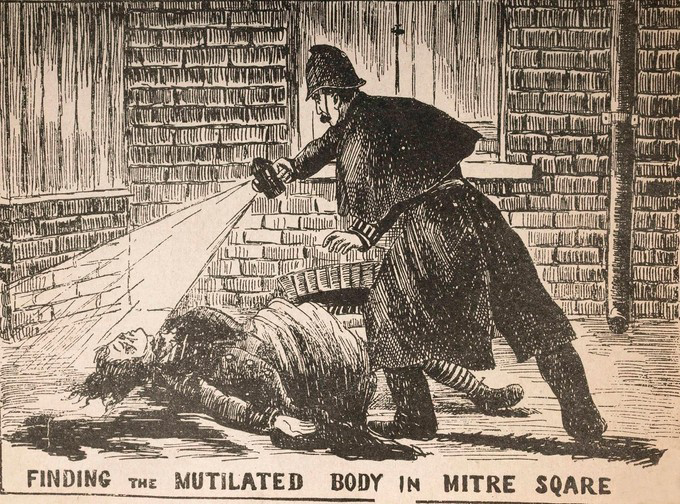

연쇄살인범(連鎖殺人犯, 문화어: 련쇄살인범, 영어: serial killer)은 여러 차례에 걸쳐 다수의 피해자를 살해하는 범죄자를 의미한다. 흔히 현대 사회의 타락한 문화 등에서 비롯된 것으로 생각하나, 중세 이전부터 연쇄 살인은 존재해 왔다. 연쇄 살인은 범인이 잡히기 전까지는 또 다른 피해자가 생길 것으로 예상되기 때문에 대중들에게 불안감을 안겨주는 존재이다.
연쇄살인(serial killer)이란 단어는, 심리 전담반이라고 불린 'FBI 엘리트 행동과학연구소'의 창립 인원이었던 전 FBI 요원 로버트 레슬러에 의해 처음 사용된 것으로 알려져 있다. 경찰 자료를 참고한 표창원은 한국의 연쇄살인에 연쇄살인범들의 특징을 기록하기도 했다.

## 정의
연쇄살인범은 특정한 유형의 범죄자를 지칭하기 위한 단어이나 명확한 정의는 존재하지 않으며, FBI에서는 공식적으로 다음과 같이 정의하고 있다.
- 항상은 아니지만 일반적으로 한 명의 살인범이 각각 독립된 2건 이상의 살인을 연쇄적으로 저지르는 것[2]

## 참고
- 연쇄살인범 파일(The Serial Killer Files), 해럴드 셰터지음, 김진석 옮김, ISBN 978-89-6078-013-2